# 竹枝村
竹枝村（たけえだそん）は、岡山県赤磐郡にあった村。
現在の岡山市北区建部町大田、建部町小倉、建部町土師方、建部町吉田に当たる。

## 沿革
- 1889年6月1日 - 町村制施行に伴い、赤坂郡大田村、小倉村、土師方村、吉田村が合併し、竹枝村となる。
- 1900年4月1日 - 赤坂郡が磐梨郡と合併し、赤磐郡となる。
- 1955年2月1日 - 御津郡上建部村、建部村と合併、御津郡建部町となる。

## 現在の様子

### 教育

#### 小学校
- 岡山市立竹枝小学校

### 交通

#### 鉄道
旧村内を走る鉄道及びその駅なし

#### 道路

##### 高速道路
旧村内を走る高速道路なし

##### 国道
- 国道53号
- 国道484号

##### 県道
- 主要地方道

旧村内を走る主要地方道なし
- 一般県道
  - 岡山県道211号建部停車場線
  - 岡山県道457号吉田御津線

### 河川・山岳

#### 河川
- 旭川
- 長谷川

#### 山岳
- 位王山

### 寺院・神社

#### 寺院
- 妙円寺

#### 神社
- 天津神社
- 天降布勢神社
- 熊野神社